# FA Sunday Cup
A FA Sunday Cup é uma competição nacional de futebol amador realizada na Inglaterra. Ela é organizada pela The Football Association, o órgão que governa o futebol inglês. Sancionada oficialmente em 1964, essa competição foi criada para fornecer uma oportunidade para equipes de futebol das Sunday Leagues competirem em um nível nacional.
Desde então, equipes de toda a Inglaterra têm participado da competição, que é aberta a equipes que se qualificam através de suas respectivas ligas de domingo, e as equipes competem em jogos eliminatórios durante a temporada para avançar às fases posteriores da competição.
Embora seja organizada pela Federação Inglesa de Futebol, a FA Sunday Cup não faz parte do sistema hierárquico de ligas de futebol inglês.